# Rostgräsfågel
Rostgräsfågel (Cincloramphus timoriensis) är en fågel i familjen gräsfåglar inom ordningen tättingar. Arten förekommer från Filippinerna till Australien. Beståndet anses vara livskraftigt.

## Utseende och läte
Rostgräsfågeln är en stor (18–21 cm) sångfågel, med streckad rostbrub ovansida, ljusare undersida, varmbrun hjässa och lång, kilformad stjärt. Fågeln hörs ofta, med högljudda tjuriga spinnande ljud eller ett längre läte som inleds med ett "tick-tick-tick-tick" och avslutas med en explosiv fallande drill.

## Utbredning och systematik
Rostgräsfågeln förekommer från Filippinerna söderut genom Indonesien till Australien. Den delas in i tio underarter med följande utbredning:
- Cincloramphus timoriensis tweeddalei – norra och centrala Filippinerna

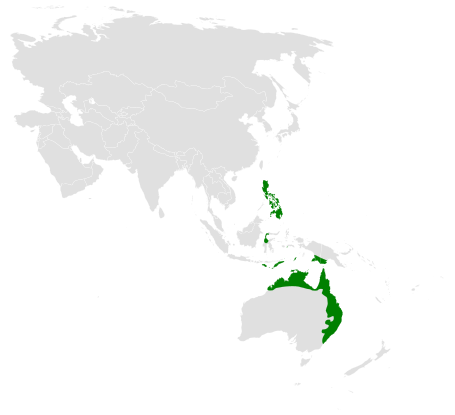
Rostgräsfågelns utbredningsområde.

- Cincloramphus timoriensis alopex – Bohol, Cebu och Leyte i centrala Filippinerna
- Cincloramphus timoriensis amboinensis – Ambon (södra Moluckerna)
- Cincloramphus timoriensis crex – södra Filippinerna
- Cincloramphus timoriensis mindorensis – Mindoro (Filippinerna)
- Cincloramphus timoriensis celebensis – Sulawesi
- Cincloramphus timoriensis inquirendus – Sumba (Små Sundaöarna)
- Cincloramphus timoriensis timoriensis – Timor (östra Små Sundaöarna)
- Cincloramphus timoriensis muscalis – södra Nya Guinea
- Cincloramphus timoriensis alisteri – norra och östra Australien

### Släktestillhörighet
Rostgräsfågel placeras traditionellt i släktet Megalurus. DNA-studier från 2018 visar dock att arterna i Megalurus inte är varandras närmaste släktingar. Rostgräsfågeln och nära släktingen papuagräsfågeln bildar en klad tillsammans med de tidigare lärksångarna i Cincloramphus, fijigräsfågeln, timorgräsfågeln (Buettikoferella) samt arterna i Megalurulus. Författarna till studien rekommenderar att alla dessa placeras i Cincloramphus som har prioritet. De tongivande taxonomiska auktoriteterna International Ornithological Congress (IOC) och Clements et al följer båda dessa rekommendationer.

### Familjetillhörighet
Gräsfåglarna behandlades tidigare som en del av den stora familjen sångare (Sylviidae). Genetiska studier har dock visat att sångarna inte är varandras närmaste släktingar. Istället är de en del av en klad som även omfattar timalior, lärkor, bulbyler, stjärtmesar och svalor. Idag delas därför Sylviidae upp i ett flertal familjer, däribland Locustellidae.

## Status
Arten har ett stort utbredningsområde och beståndet anses stabilt. Internationella naturvårdsunionen IUCN listar den därför som livskraftig (LC).